# Winkowce
Winkowce (biał. Вінкаўцы, Winkaucy; ros. Винковцы, Winkowcy) – wieś na Białorusi, w obwodzie grodzieńskim, w rejonie lidzkim, w sielsowiecie Trzeciakowce. Od wschodu i północy graniczy z Lidą.
Wieś położona jest przy linii kolejowej Baranowicze – Lida i drodze magistralnej M11 (zachodniej obwodnicy Lidy).

## Historia
Dawniej wieś i folwark. W XIX i w początkach XX w. położone były w Rosji, w guberni wileńskiej, w powiecie lidzkim, w gminie Lida. Należały do Maszewskich.
W dwudziestoleciu międzywojennym leżały w Polsce, w województwie nowogródzkim, w powiecie lidzkim, w gminie Lida. W 1921 wieś liczyła 68 mieszkańców, zamieszkałych w 15 budynkach. Folwark liczył zaś 10 mieszkańców, zamieszkałych w 2 budynkach. Mieszkańcami obu miejscowości byli wyłącznie Polacy wyznania rzymskokatolickiego.
Po II wojnie światowej w granicach Związku Sowieckiego. Od 1991 w niepodległej Białorusi.

## Ludzie związani z miejscowością
- Stefan Mokrzecki – generał dywizji Wojska Polskiego; właściciel folwarku Winkowce
- Zygmunt Mokrzecki – polski entomolog; w młodości mieszkał w Winkowcach